# Sena Acolatse
Sena Wendell Acolatse, född 28 november 1990, är en amerikansk-kanadensisk professionell ishockeyspelare  som tillhör NHL-organisationen Florida Panthers och spelar för deras primära samarbetspartner Portland Pirates i American Hockey League (AHL). Han har tidigare spelat för Worcester Sharks och Adirondack Flames i AHL och Seattle Thunderbirds, Saskatoon Blades och Prince George Cougars i Ontario Hockey League (OHL).
Han blev aldrig draftad av något lag.

## Statistik
| 2006–2007  | Seattle Thunderbirds  | WHL        | 45  | 0  | 4   | 4   | 61  | 11 | 0 | 0 | 0  | 8  |
| 2007–2008  | Seattle Thunderbirds  | WHL        | 71  | 7  | 24  | 31  | 107 | 12 | 1 | 2 | 3  | 12 |
| 2008–2009  | Seattle Thunderbirds  | WHL        | 70  | 7  | 14  | 21  | 143 | 5  | 1 | 1 | 2  | 0  |
| 2009–2010  | Seattle Thunderbirds  | WHL        | 39  | 13 | 9   | 22  | 35  | —  | — | — | —  | —  |
|            | Saskatoon Blades      | WHL        | 30  | 3  | 10  | 13  | 25  | 7  | 1 | 1 | 2  | 17 |
| 2010–2011  | Saskatoon Blades      | WHL        | 1   | 0  | 0   | 0   | 0   | —  | — | — | —  | —  |
|            | Prince George Cougars | WHL        | 66  | 15 | 48  | 63  | 128 | 4  | 3 | 4 | 7  | 4  |
|            | Worcester Sharks      | AHL        | 1   | 0  | 0   | 0   | 0   | —  | — | — | —  | —  |
| 2011–2012  | Worcester Sharks      | AHL        | 65  | 8  | 13  | 21  | 89  | —  | — | — | —  | —  |
| 2012–2013  | Worcester Sharks      | AHL        | 50  | 4  | 17  | 21  | 62  | —  | — | — | —  | —  |
| 2013–2014  | Worcester Sharks      | AHL        | 41  | 5  | 12  | 17  | 66  | —  | — | — | —  | —  |
| 2014–2015  | Adirondack Flames     | AHL        | 38  | 6  | 13  | 19  | 68  | —  | — | — | —  | —  |
| AHL totalt | AHL totalt            | AHL totalt | 195 | 23 | 55  | 78  | 285 | —  | — | — | —  | —  |
| WHL totalt | WHL totalt            | WHL totalt | 322 | 45 | 109 | 154 | 501 | 39 | 6 | 8 | 14 | 41 |